# Вет, Альберт де
Альберт де Вет (африк. Albert de Wet, р. в 1987, Претория) — африканский рок-певец и автор песен. В качестве певца дебютировал в 2005 году, попав в финал национального музыкального конкурса. В возрасте 19 лет он выпустил свой дебютный альбом «Дневник мечтателя», который вышел в 2006 году.

## Дискография
- Live By Die Barnyard Teater DVD, STING MUSIEK
- Drie Jaar, 2008 STING MUSIEK
- Dagboek Van 'n Dromer DVD, 2006  STING MUSIEK
- Dagboek Van 'n Dromer, 2006 STING MUSIEK[2]
- Die vensters na my siel, 2010 STING MUSIEK